# PayPal
PayPal Holdings, Inc. – amerykańskie przedsiębiorstwo oferujące usługi płatnicze umożliwiające przedsiębiorcom i konsumentom posiadającym adres e-mail wysyłanie oraz odbieranie płatności przez Internet. PayPal działa na zasadzie wirtualnej portmonetki/portfela/skarbonki (cyfrowy portfel). W systemie PayPal klienci mogą płacić przy użyciu karty kredytowej bądź salda konta PayPal, które można zasilać przelewami z konta bankowego lub innego konta PayPal.
Amerykański potentat internetowych płatności obecny jest w 190 krajach, z których 23 dysponuje lokalnymi serwisami internetowymi.
PayPal umożliwia płatności w 25 walutach.
PayPal (Europe) S.àr.l. &Cie, S.C.A., z siedzibą w Luksemburgu, dysponuje ważną licencją jako luksemburska instytucja kredytowa w rozumieniu artykułu 2 ustawy o sektorze finansowym z 5 kwietnia 1993 roku w wersji poprawionej i podlega nadzorowi luksemburskiej instytucji nadzorczej, Commission de Surveillance du Secteur Financier (Komisji Nadzoru Sektora Finansowego).

## Historia
W 1998 roku Łukasz Nosek, Max Levchin oraz Peter Thiel założyli przedsiębiorstwo Confinity Inc. Produkt o nazwie PayPal początkowo służył do przesyłania pieniędzy za pomocą telefonów komórkowych, Palm Pilotów i pagerów, jednak w krótkim czasie wprowadził system oparty na stronie internetowej. W 2000 r. doszło do fuzji Confinity z założonym w 1999 przez Elona Muska przedsiębiorstwem X.com.
W październiku 2002 roku serwis PayPal został zakupiony przez serwis aukcyjny eBay za 1,5 mld dolarów, zastępując dotychczasowy system płatności Billpoint. 18 lipca 2015 nastąpiło oddzielenie od eBay, wartość serwisu PayPal wyceniono na 47,4 mld dolarów.
Portal PayPal jako jeden z pierwszych zastosował CAPTCHA – rodzaj techniki stosowanej jako zabezpieczenie na stronach www, której celem jest dopuszczenie do przesyłania danych wypełnionych wyłącznie przez człowieka. CAPTCHA utrudnia odczytanie tekstu przez programy komputerowe.
W czerwcu 2017 liczba aktywnych kont PayPal przekroczyła 203 mln.
W listopadzie 2019 PayPal ogłosił przejęcie spółki Honey (ułatwiającej oszczędzanie podczas internetowych zakupów) za kwotę 4 mld USD, co jest największą akwizycją w historii firmy.
W 2021 roku PayPal kupił izraelską firmę Curv.

## Kontrowersje
PayPal posądzany jest o częste nieuczciwe praktyki wśród konsumentów, w tym blokadę pieniędzy na 180 dni lub przedłużanie okresu weryfikacji. Już w 2001 roku powstało forum przeciw praktykom firmy – paypalsucks.org (wersja archiwalna) – które do 2016 roku zgromadziło ponad 100 tys. użytkowników.